# Szaffsír

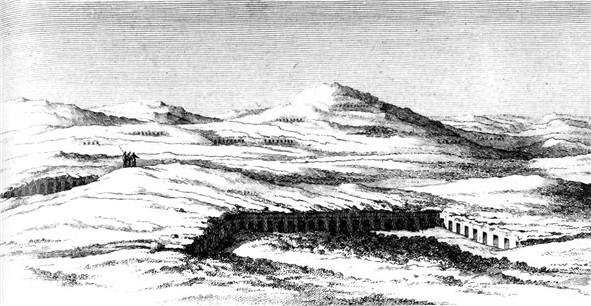
Dominique Vivant Denon 1798-as metszete a Szaff el-Davabáról

A szaffsír ókori egyiptomi sírtípus. Nevét a jellegzetes oszlopsoráról kapta, arabul صف (ṣaff = sor). Egyiptom történelmének egy rövid szakaszára – első átmeneti kor –, és meghatározott helyére – Uaszet (Théba) nekropoliszának északnyugati részén, a mai at-Tarif helyén lévő temető – jellemző sírépítmény. At-Tarif ma lakott település, mintegy 300–400 szaffsír van a lakóházai alatt. Nagy részük kutathatatlan, ismeretlen. Négy uralkodósír is van közöttük:
- I. Montuhotep
- I. Antef; Szaff el-Davaba
- II. Antef; Szaff el-Kiszászijja
- III. Antef; Szaff el-Bakar

A szaffsírok építészeti jellemzői az at-tarifi temető földrajzi jellegzetességeit használják ki. A XI. dinasztia elején I. Montuhotep új temetkezési helyet keresve a nyugati part sziklafalai előtt elterülő síkságot választotta. Sírkamráját a meredek oldalba mélyesztették, előtte tágas udvart képeztek ki, amelynek bejáratánál állt a halotti kápolna. Fia, I. Antef építtette az első igazi szaffsírt, a ma Szaff el-Davabának nevezett komplexumot, aki a hegyoldaltól kissé eltávolodva helyezte el halotti kápolnáját. A kápolnától mintegy 300 méter hosszú és 54 méter széles, lejtős rámpát képeztek ki. Ez a rámpa a szélére épített támfalakkal képezte az udvart. Az udvar vége 10–12 méter mélységű is lehet, a gödör függőleges lezárásában több, azonos méretű átjárót vágtak, amivel azt érték el, hogy a sziklafalból természetes, négyszögletes oszlopsor lett. Ezen oszlopsor belső feléről indították a kamrákat megközelítő folyosókat. A sírkamrákat és tárolókat a felszín alatti sziklába vágták.
Ez a forma majdnem közvetlen elődje a Királyok völgye sírtípusának. II. Montuhotep is hatalmas, nyitott udvart építtetett, de a szaffból fedett oszlopcsarnok lett, amelyből kissé hosszabb folyosón megközelíthető sírkamra nyílt. Ebben a sírban már csak a folyosót és a kamrákat vájták a sziklába. A Királyok völgye sírjainál a sírelemek kettéváltak, az udvar és az oszlopcsarnok helyett a sírtól távolabb épített halotti templomok alakultak ki (szintén oszlopcsarnokokkal), a sír maga csak a korábbi föld alatti részből áll.
A helyi kőzet adottságai miatt e sírok falai általában rossz állapotban maradtak fenn, sokszor azt sem lehet megállapítani, hogy eredetileg írtak vagy festettek-e rájuk valamit. Ebből következően sok bizonytalanság van körülöttük. A Szaff el-Davabáról például sokáig azt gondolták, hogy III. Montuhotep építtette, majd III. Antefre tippeltek, végül ma már úgy gondolják, hogy I. Antef építtette. Eredetileg a halotti kápolnánál sztélét is állítottak, de ezek közül csak egynek a darabjai kerültek elő. A sírformát gyakorlatilag megismételte II. Antef, aki még távolabb került a sziklafaltól, egészen egy folyamágig, amelynek partján halotti kápolnáját felépítette. III. Antef pedig apja mellé temetkezett egy kicsit kisebb udvarú szaffsírba.
Az at-tarifi temetőben a közemberek, nemesek és uralkodók vegyesen temetkeztek, ellentétben az újbirodalmi temetkezéssel. Sőt, a szaff udvarának oldalából a királyéhoz hasonló sírkamrákat is vágtak, ahol a királyi udvar tagjai temetkeztek. A támfalak mentén több tucat önálló sírkamra is épülhetett, így ezek valódi csoportos temetkezésnek tekinthetők. A közemberek a királyi szaffhoz hasonló, de természetesen jóval kisebb méretű egyéni sírokba temetkeztek.
II. Montuhotep mintegy 2,5 km-re költözött az at-tarifi temetőtől, halotti komplexumát egy addig nem használt völgyben építette fel. A szaffsírok hagyománya azonban nem szűnt meg, sőt egészen az újbirodalomig fennmaradt, a gazdagabb közrendűek követték az uralkodót az új helyre. A XVIII. dinasztia korában Hatsepszut inspirálója a Montuhotep-féle sírépítmény volt, míg sok egyiptomi temetkezett ekkoriban a középbirodalmi stílusú szaff-típusú sírba az új helyszínen is. Ilyen például Ineni sírja is (TT81), amely egy befejezetlen középbirodalmi sír volt.
A szaffsírokat már Napóleon egyiptomi hadjárata idején, 1798-ban Dominique Vivant Denon lerajzolta. Ezek a rajzok igen értékesek, mert a temető ma már egyáltalán nem néz ki ókori temetőnek. John Gardner Wilkinson 1830-ban, Richard Lepsius 1844-ben adta ki az addig ismert szaffsírok térképét. 1908–1909-ben Flinders Petrie, 1913–1914-ben Herbert Eustis Winlock ásatott itt. Az 1960-as évektől a német egyiptológiai intézet (DAI) kutatási területe.